# Vachette (entreprise)
Pour les articles homonymes, voir Vachette.
Vachette était une entreprise française.
Elle a été dissoute le 21 août 2010 et fusionnée avec la société Assa Abloy.

## Historique

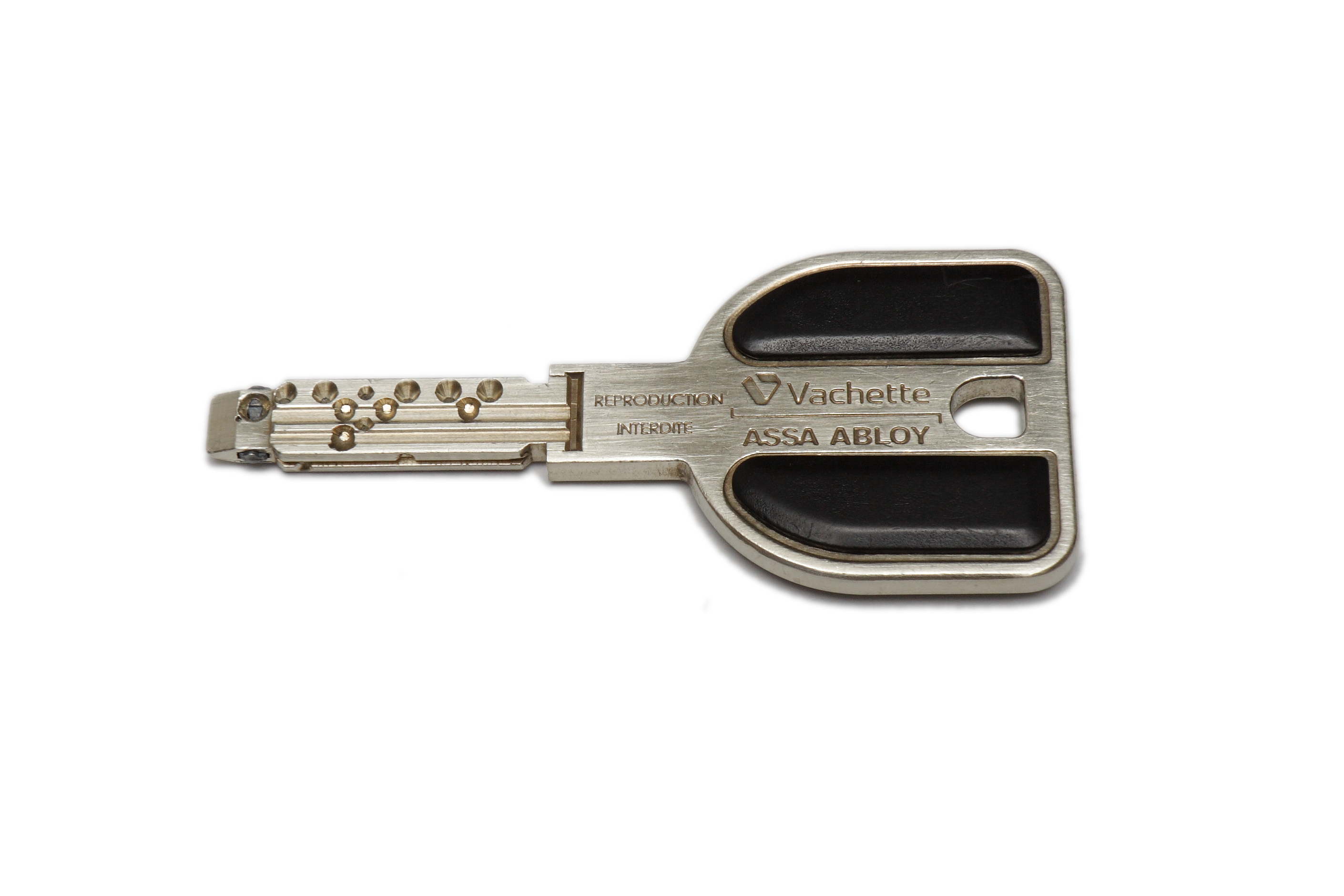
Exemple de produit : clé Vachette Radial NT

La société Bresson-Vachette, provenant des noms de ses fondateurs, a été fondée en 1864 à Troyes. L'année suivante, dirigée par Émile Vachette (né le 9 février 1844 à Montdidier dans la Somme et mort le 21 septembre 1931 à Troyes dans l'Aube), elle devient « Vachette ». L'entreprise produisait à l'époque uniquement des serrures pour les meubles. Elle sera ensuite développée par son fils, Louis Étienne (né le 9 juillet 1875 à Troyes et mort le 6 décembre 1947 dans la même ville).
Juste avant la guerre franco-allemande de 1870, une usine est construite à Sailly dans la Somme, qui produisait des verrous et cadenas. L'entreprise se développa fortement pendant l'Entre-deux-guerres, elle racheta des ateliers, et se lança dans la serrurerie pour l'immobilier.
À la fin des Trente Glorieuses, Vachette se diversifia et entreprit un développement à l'échelle mondiale. Vachette fait partie du Groupe suédois Assa Abloy depuis 1997, un géant de la fermeture et de la sécurité.